# Южен залив

Южният залив (на английски: South Bay) е подрайон в района на залива на Сан Франциско, щата Калифорния, САЩ. В Южния залив се намира и Силициевата долина.

## Географско положение
Южният залив се намира на юг от Полуострова на Сан Франциско друг подрайон в района на залива на Сан Франциско.

## Окръзи
- Санта Клара